# Massimo Pilotti

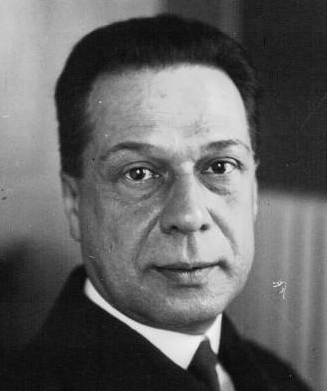

Massimo Pilotti (ur. 1 sierpnia 1879 w Rzymie, zm. 29 kwietnia 1962) – włoski prawnik, doktor prawa, sędzia zawodowy, Prezes Trybunału Sprawiedliwości Wspólnot Europejskich w latach 1952–1958.
Funkcjonariusz włoskiego wymiaru sprawiedliwości (1901), sędzia Tribunale di Roma (1913), rzymskiego sądu apelacyjnego (1923) oraz sądu kasacyjnego (1926). Pierwszy prezes Sądu Apelacyjnego w Trieście (1930). Prokurator generalny sądu kasacyjnego (1944). Prezes Tribunale superiore delle acque pubbliche (1948). Pierwszy prezes honorowy sądu kasacyjnego (1949).
Zastępca sekretarza generalnego Ligi Narodów w latach 1932–1937 oraz przewodniczący Międzynarodowego Instytutu Unifikacji Prawa Prywatnego (1944). Członek Stałego Trybunału Arbitrażowego w Hadze (1949).
Prezes Trybunału Sprawiedliwości Wspólnot Europejskich w latach 1952–1958.

## Odznaczenia
- Krzyż Komandorski z Gwiazdą Orderu Odrodzenia Polski (1929, Polska)[1]